# Vrbice (Rychnov nad Kněžnou-i járás)
Vrbice település Csehországban, Rychnov nad Kněžnou-i járásban. Vrbice Svídnice, Krchleby, Doudleby nad Orlicí és Chleny településekkel határos. Lakosainak száma 147 fő (2024. január 1.).

## Népesség
A település lakosságának változását az alábbi diagram mutatja:
| Lakosok száma | 248  | 267  | 262  | 199  | 133  | 130  | 150  | 149  | 156  | 147  |
|               | 1869 | 1890 | 1921 | 1950 | 1980 | 2001 | 2017 | 2019 | 2022 | 2024 |